# Tappi Tíkarrass
Tappi Tíkarrass era uma banda islandesa que surgiu em 1982 combinando a música punk e o pop. Dentro de seus quatro integrantes se destacava a presença de Björk, que era a vocalista da banda.
O significado do nome Tappi Tíkarrass provém de uma frase do pai do baixista da banda que classificou como uma "rolha no cu de uma cachorra"; por tanto, Tappi Tíkarrass significa em islandês "Tampe o Cu da Cachorra".

## Origem
Em 1981 junto ao ex-baixista de Exodus, Jakob Magnússon, formaram outra banda, a Tappi Tíkarrass, e lançaram um álbum em 1982 com o título de Bítið Fast Í Vítið. Seu álbum Miranda foi lançado em 1983.
O grupo desenvolveu um estilo after-punk mais experimental e com referências a Siouxsie and the Banshees e a primeira fase de The Cure.
Tappi Tíkarrass colaborou repetidas vezes com Purrkur Pillnikk e Þeyr. Com o lançamento de Miranda, a banda havia experimentado bastante e Björk havia colaborado com a banda de covers Cactus em diferentes clubes, e uma apresentação na tentativa de bater o recorde na maior apresentação do mundo com o grupo Stigrim, cujo video foi dirigido por Óskar Jónasson, seu noivo. A trilha sonora titulada assim como o filme, Rokk Í Reykjavík (“Rock em Reykjavík”) serviu para apertar os laços entre os membros de Purrkur Pillnikk e Þeyr con Tappi Tíkarrass. Nesse momento Björk também participou como backingvocal (vocalista de fundo) e baterista na Rokka Rokka Drum.
Lançaram somente dois álbuns e apareceram algumas vezes em filmes, sendo o mais famoso um documental islandês Rokk Í Reykjavík com duas canções, Björk também se convirteu na cover do próprio video. Posteriormente Tappi Tíkarrass tocou em várias apresentações com outras bandas, Purrkurr Pillnikk e Þeyr.
Um membro notável de Purrkurr Pillnikk era o cantor/trompetista Einar Örn Benediktsson que posteriormente se uniria com Björk como vocalista na banda The Sugarcubes.
Depois de lançar seu segundo álbum e explorar todas suas possibilidades musicais, Tappi Tíkarrass decide separar-se em 1983.

## Discografia
- 1982 - Bítið Fast Í Vítið (Spor)
- 1983 - Miranda (Spor)

### Apresentações e colaborações
- 1982 - Rokk Í Reykjavík (Smekkleysa)
- 1983 - Örugglega (STEINAR)
- 1984 - Satt 3 (Satt)
- 1998 - Nælur (Spor)